# 国家进步党
国家进步党（寮語： Phak Xat Kao Na）是老挝于1950年成立的一个官方承认的政党，由梭发那·富马亲王领导，1958年该党解散。